# Qiantang-Jiang-Brücke

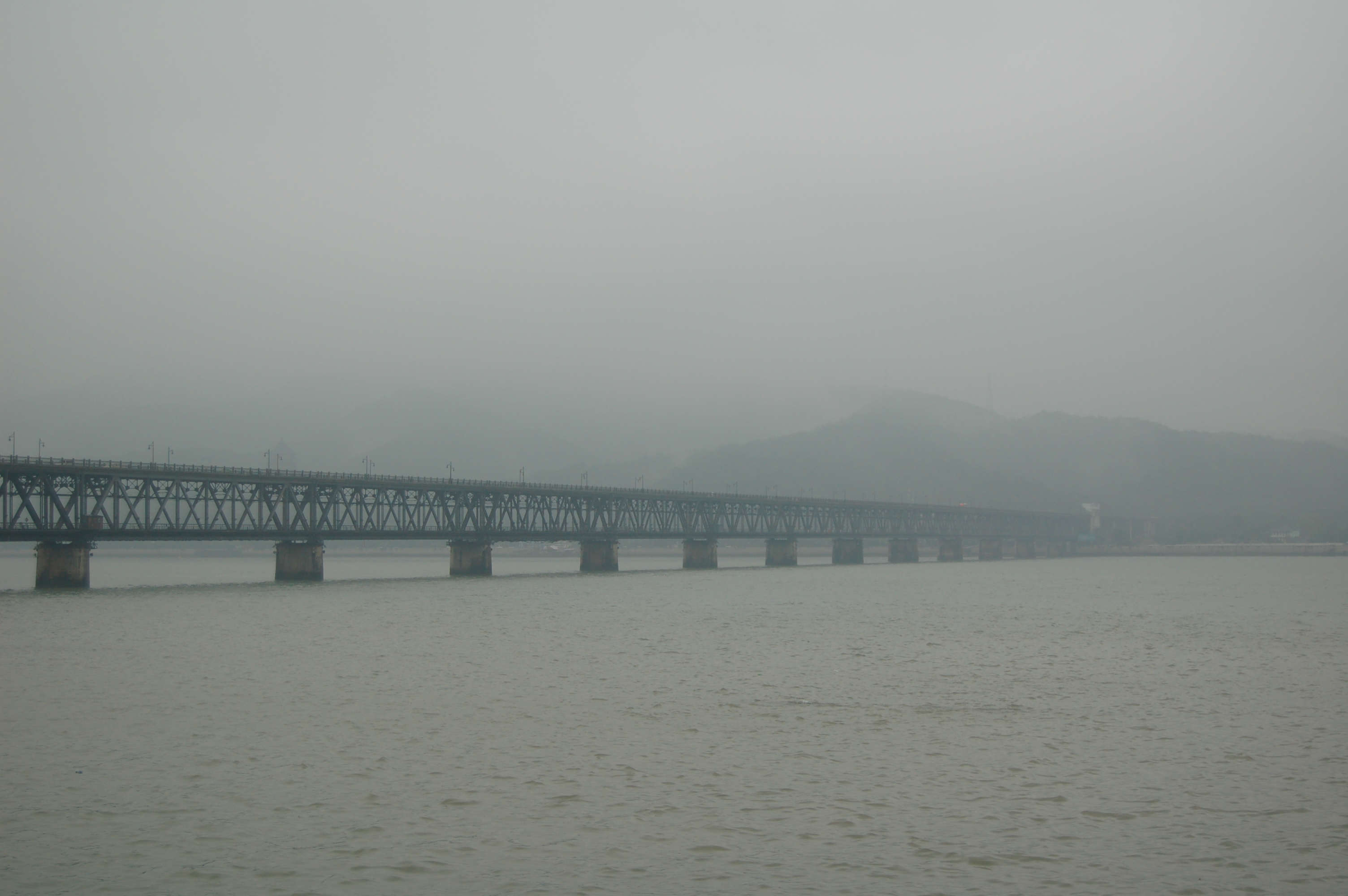
Qiantang-Jiang-Brücke

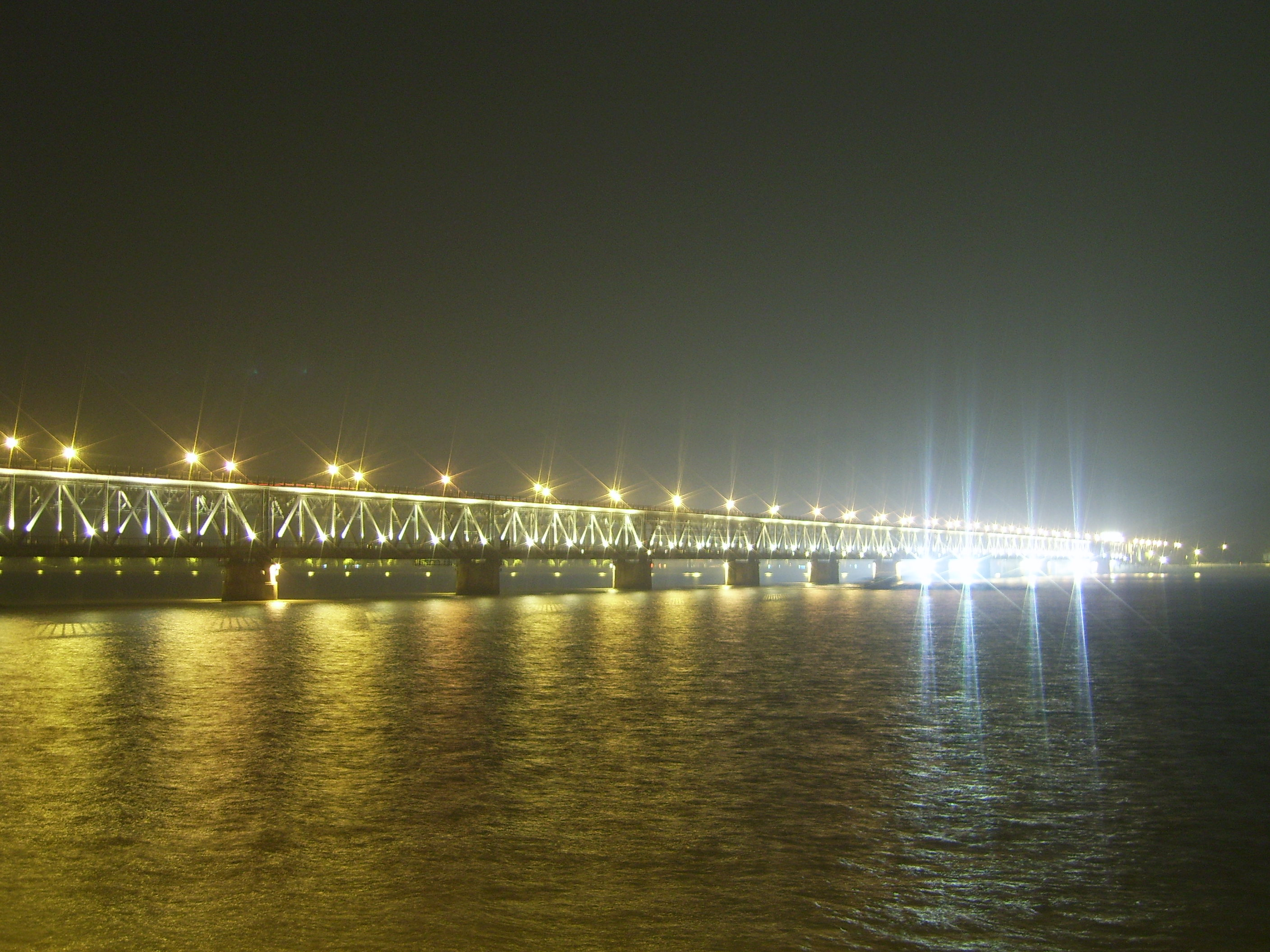
Qiantang-Jiang-Brücke (nachts)

Die Qiantang-Jiang-Brücke (chinesisch 钱塘江大桥, Pinyin Qiántáng Jiāng dàqiáo, englisch Qiantang Jiang Bridge) ist eine Doppeldecker-Eisenbahn- und Straßenbrücke über den Qiantang Jiang (Qiantang-Fluss) nahe der Pagode der Sechs Harmonien im Süden des Westsees in Hangzhou in der chinesischen Provinz Zhejiang.
Sie wurde von dem chinesischen Eisenbahningenieur Jeme Tien Yow (Zhan Tianyou) entworfen und von dem Brückenarchitekten Mao Yisheng gebaut. Ihr Bau begann am 8. August 1934, am 26. September 1937 wurde sie fertiggestellt. Am 23. Dezember 1937 wurde sie im Antijapanischen Krieg gesprengt, um den Vormarsch der Japaner aufzuhalten. 1953 wurde sie wiederaufgebaut. Sie ist 1453 m lang und hat 15 Pfeiler.
Sie steht seit 2006 auf der Liste der Denkmäler der Volksrepublik China (6-950).